# RRR
RRR је индијски епски драмски акциони филм из 2022. године, режисера и сценаристе С. С. Раџамаулија. У главним улогама су Н. Т. Рама Рао Млађи, Рам Чаран, Аџај Девгн, Алија Бхат, Шрија Саран, Самутиракани, Реј Стивенсон, Алисон Дуди и Оливија Морис. Радња се усредсређује на фиктивне верзије два индијска револуционара, Алурија Ситараму Раџуа (Чаран) и Комарама Бима (Рама Рао), њихово пријатељство и њихову борбу против британске власти у Индији.
Раџамаули је наишао на приче о животима Раме Раџуа и Бима и повезао случајности између њих, замишљајући шта би се догодило да су се упознали и били пријатељи. Филм је званично најављен у марту 2018. године. Главно снимање филма почело је у новембру 2018. у Хајдерабаду и наставило се до августа 2021. због одлагања изазваних пандемијом ковида 19. Највећи део филма је снимљен широм Индије, док су неке сцене снимљене у Украјини и Бугарској. Филмску музику је компоновао М. М. Киравани, сниматељ је био К. К. Сентил Кумар, док је монтажер био А. Срикар Прасад. Сабу Кирил је био сценограф, док је В. Сринивас Мохан надгледао визуелне ефекте.
Са буџетом од 72 милиона долара, RRR је најскупљи индијски филм икада снимљен. Филм је првобитно био заказан за излазак у биоскопима 30. јула 2020, али је више пута одлаган због кашњења продукције и пандемије ковида 19. Филм је биоскопски издат 25. марта 2022. године. Добио је позитивне критике критичара, који су нарочито похвалили режију, сценарио, глуму, музику, акционе сцене, кинематографију, монтажу и визуелне ефекте. Национални одбор за рецензију филмова га је сместио на листу десет најбољих филмова 2022. године, што га је учинило тек другим филмом који није на енглеском језику који се нашао на овој листи.

## Радња
Године 1920, за време британске владавине Индијом, управитељ Скот Бакстон и његова супруга Кетрин посећују шуму у Адилабаду, где отимају Мали, девојчицу са талентом за уметност, из племена Гонд. Разјарен тим чином, чувар племена Комарам Бим, креће у Делхи са намером да је спасе, прерушен у муслимана по имену Актар. Низам Хајдерабада, који је у савезу са Британцима, упозорава Скота на надолазећу опасност. Неустрашива, Кетрин тражи помоћ А. Раме Раџуа, амбициозног официра у индијској царској полицији, да угуши претњу. Полазећи на свој нови задатак, Раџу и његов ујак Венкатесварулу присуствују неколико скупова за независност у нади да ће пронаћи трагове. Његова мишљења привлаче пажњу Лачуа, Бимовог лаковерног помоћника.
Верујући Раџуу, Лачу покушава да га уведе у Бимову заверу, али бежи када открије његов прави идентитет. Недуго касније, Бим и Раџу се сусрећу; не знајући за своје супротстављене идентитете и намере, удружују се да спасу дечака од железничке олупине, након чега склапају пријатељство. Временом се њих двојица зближавају један са другим. Раџу касније помаже Биму у удварању Џени, Скотовој нећакињи, не знајући за његову намеру да се инфилтрира у Скотову резиденцију. Када Џени одведе Бима у своју резиденцију, Бим проналази собу у којој држе Мали у заточеништву; обећава Мали да ће је ослободити. У међувремену, Раџу закључује Лачуов тајни идентитет и где се налази; он га накнадно приводи. Током испитивања, Лачу пушта змију отровницу да нападне Раџуа; он га након тога упозори на његову непосредну судбину и да је противотров познат само племену Гонд.
Ошамућен, Раџу проналази Бима, који га одмах излечи. Приметивши сличне религиозне карактеристике између Лачуа и Бима, Раџу закључује своје његове намере. Без обзира на то, Бим му свакако открива свој племенски идентитет и мисију, још увек несвестан Раџуовог тајног идентитета. На догађају који је одржан у Скотову част, Бимови људи упадају у његову резиденцију са камионом пуним дивљих животиња, што ствара хаос међу окупљеним гостима. Животиње нападају Скотове чуваре, дозвољавајући Биму да се накратко бори; међутим, долази Раџу и открива му Скотову намеру да убије Мали, те се Бим предаје. Након овог инцидента, Раџу је унапређен јер је ухватио Бима, али је заокупљен кривицом због сопствених поступака, присећајући се сопственог националистичког порекла и свог алтер-ега кртице у полицији; тражио је унапређење како би добио приступ пошиљкама оружја које би прокријумчарио у своје село.
На Бимовом јавном бичевању, Раџу покушава да га убеди да се одрекне својих убеђења; Бим бира да буде бичеван уместо тога. Опирући се повредама, Бим пева у пркос, што подстиче окупљену гомилу на побуну. Побуна додатно просветљује Раџуа, који коначно схвата непромишљеност својих поступака. Одлучан да спасе свог пријатеља, он убеђује Скота да тајно погуби Бима док спрема заседу да га спасе; ипак, Скот закључује његову заверу. Док је успео да спасе Мали од Скотових људи, Раџу је тешко повређен. Бим, који је истовремено успео да се ослободи, погрешно тумачи Раџуове поступке као покушај да убије Мали; пребије га пре него што побегне са њом. Неколико месеци касније, Бим, који је побегао са Мали у Хатрас, сатеран је у ћошак од стране колонијалних власти; за длаку избегава да буде разоткривен када их Сита, Раџуова вереница, одбије тврдњом о епидемији великих богиња као изговором.
Не знајући за Бимов идентитет, она открива Раџуове стварне, антиколонијалне циљеве и његово предстојеће погубљење. Потиштен након што је схватио сопствену лудост, Бим се заклиње да ће га спасити. Уз помоћ Џени, Бим се инфилтрира у касарну у којој је Раџу заточен и ослобађа га, притом привлачећи пажњу више војника. Поразивши их, њих двојица се повлаче у оближњу шуму, где десеткују још војника помоћу лука и стрела нађених у Рамином светилишту. У борби са Скотом, њих двојица бацају запаљени мотоцикл у магацине касарне, који последично почиње да гори. Експлозија која је уследила убија многе у Скотовој чети, укључујући Кетрин. Након што је коначно сатерао рањеног Скота у ћошак, Раџу даје Биму да га погуби енглеском пушком, испуњавајући своје циљеве. Они потом краду оружје из Скотовог складишта, а касније се поново налазе са Ситом и Џени.
У част завршетка њихових мисија, Раџу тражи од Бима да затражи нешто од њега, на шта Бим тражи од Раџуа да пружи образовање њему и његовој заједници.

## Улоге
| Глумац               | Улога                  |
| -------------------- | ---------------------- |
| Н. Т. Рама Рао Млађи | Комарам Бим            |
| Рам Чаран            | Алури Ситарама Раџу    |
| Аџај Девгн           | Алури Венкатарама Раџу |
| Алија Бхат           | Сита                   |
| Шрија Саран          | Сароџини               |
| Самутиракани         | Венкатесварулу         |
| Реј Стивенсон        | Скот Бакстон           |
| Алисон Дуди          | Кетрин Бакстон         |
| Оливија Морис        | Џени                   |
| Рахул Рамакришна     | Лачу                   |
| Едвард Соненблик     | Едвард                 |
| Твинкле Шарма        | Мали                   |